# Radioisòtop traça
Un radioisòtop traça és un radioisòtop que existeix naturalment en quantitats extremament baixes. Aquesta formació natural pot derivar de la desintegració radioactiva de nuclis més pesants com ara la desintegració de l'urani 235 en tori 231. L'existència natural dels radioisòtops també es pot deure als rajos còsmics. Aquest és el procés que crea hidrogen 3 i carboni 14. Els isòtops amb un període de semidesintegració superior a aproximadament vuitanta milions d'anys també romanen en quantitats traça de la formació de la Terra. El potassi 40 i el vanadi 50 en són exemples. El plutoni (Pu-244) també existeix naturalment en quantitats petites, però com que Pu-244 n'és l'únic isòtop no sintètic, es considera que representa el 100% de l'abundància natural.